# Eosine

Eosine Y

Eosine B

Eosine is een zure, negatief geladen, rozerode kleurstof. Het wordt gebruikt voor het kleuren van microscopische preparaten. Hierbij worden cytoplasma, collageen en spiervezels gekleurd. Eosine hecht zich bijvoorbeeld aan de positief geladen eiwitten in het cytoplasma.
Daarnaast wordt het in de geneeskunde gebruikt om schaafwonden en intertrigo uit te drogen.
Er zijn twee varianten van Eosine.
- Eosine Y (ofwel Eosine geelachtig = CI 45380)
- Eosine B (ofwel Eosine blauwachtig = CI 45400)

Beide varianten kunnen voor kleuring worden gebruikt, de keuze is een kwestie van persoonlijke voorkeur of traditie.
Eosine is chemisch verwant aan mercurochroom.